# Virgatanytarsus nigricornis
Virgatanytarsus nigricornis är en tvåvingeart som först beskrevs av Maurice Emile Marie Goetghebuer 1935.  Virgatanytarsus nigricornis ingår i släktet Virgatanytarsus och familjen fjädermyggor. Inga underarter finns listade i Catalogue of Life.